# Koen Malfait
Koen Malfait (1980) is een Belgisch grafisch vormgever en behoort tot de top in de reclamewereld.

## Biografie
Malfait groeide op in Harelbeke en volgde middelbaar onderwijs in het St-Amandscollege te Kortrijk. Tussen 1998 en 2002 studeerde Malfait grafisch ontwerp aan Sint-Lucas Gent. Aan de AP Hogeschool Antwerpen deed hij een postgraduaat van 2003 tot 2005. 
Hij begon in 2003 te werken als grafisch vormgever bij Base Design. Hij leerde er zijn Zuid-Koreaanse vrouw kennen die actief was in New York en verhuisde daarnaartoe in 2007. In New York werkte hij achtereenvolgens bij Desgrippes Gobe, Brandimage, Starwood Hotels, McCann Ericksonen, Co Collective om er in 2014 creatief directeur van Google te worden.